# Morinda canthoides
Morinda canthoides là một loài thực vật có hoa trong họ Thiến thảo. Loài này được (F.Muell.) Halford & R.J.F.Hend. mô tả khoa học đầu tiên năm 2000.